# 朱鍾鏸
河东昭靖王朱鍾鏸（1435年—1484年10月23日），明朝晋宪王朱美圭的庶三子，母亲是邵氏。明朝第一代河东王。

## 生平
正统元年（1436年）四月赐名。正统十二年（1447年）八月，明英宗分别赐朱鍾鏸及其弟朱鍾鋐河东王、太谷王鍍金銀印各一。正统十三年（1448年）正月，英宗遣永康侯徐安等為正使、尚寶司丞凌壽等為副使，持節冊封朱鍾鏸為河東王，朱鍾鋐為太谷王，賜冠服等物。其王府在晉王府東南。
景泰元年（1450年）閏正月，明代宗給朱鍾鏸、朱鍾鋐歲祿各一千石。
景泰三年（1452年）三月，遣西寧侯宋傑、彭城伯張瑾、通政使司右通政湯鼎為正使，吏科給事中張讓、兵科給事中王宣、刑科給事中徐正為副使，持節冊封副指揮張慶的次女為河東王妃。
天順元年（1457年）三月，戶部奏朱鍾鏸屢次奏稱度日艱難、母亲年老無以奉养，请求將祿米按初封郡王的例子增加，將折色禄米改撥本色，以赡养母亲。明英宗同意其祿米一千石內给本色七百石，其餘折鈔。七月，赐朱鍾鏸、朱鍾鋐菜戶、煤戶各二。朱鍾鏸、朱鍾鋐和博野王朱成鐭、朱成鐭次兄定安王朱成鏻又各自奏歲祿千石內有三百石折鈔，供应不足，請求如朱成鐭兄弟的五叔公襄垣王朱遜燂的例子折支銀布。有司不肯，但英宗復位以後，优容宗室，准奏。
明朝祖训郡王歲祿二千石，後因邊境用糧多，只給千石。英宗復位後，諸王只要陈情，都酌量增加禄米。朱鍾鏸援例请求增加禄米，天顺二年（1458年）四月，英宗命給一千三百石內，其中五百五十石折鈔。
朱鍾鏸為其嫡長子朱奇淮選婚，但教授李恭、典膳李馨得知朱奇淮的未婚妻曾经許配本地人朱氏，劝谏朱鍾鏸，朱鍾鏸不聽。后来朱氏奏發其事，李恭、李馨皆被問罪，后来復職，又即将被調任。朱鍾鏸因而奏称二人曾勸諫且小心慎密，李恭又訓誨自己的儿子们不懈怠，希望留用。成化四年（1468年）二月，明宪宗特别准许朱鍾鏸所請，规定不得引以為例。
成化二十年（1484年）十月，朱鍾鏸薨，朝廷得知，輟朝一日，按制度賜祭葬，谥昭靖。
成化二十三年（1487年）六月，朱奇淮受册袭封。

## 评价
- 《弇山堂别集》卷072：容儀恭美，寬樂令終。

## 家庭

### 妻妾
- 王妃张氏

### 子孙
- 嫡长子河东荣安王朱奇淮
- 次子朱奇泙，天顺八年（1464年）四月赐名
- 第四子鎮國將軍朱奇浦，天顺八年（1464年）四月赐名[15]
  - 嫡長子輔國將軍朱表檉，弘治元年（1488年）十月赐名，[16]弘治五年（1492年）三月按制度赐诰命冠服[17]
  - 庶五子朱表槩，弘治十年（1497年）八月赐名[18]
- 嫡五子鎮國將軍朱奇瀚，天顺八年（1464年）四月赐名[15]
  - 嫡次子輔國將軍朱表榲，弘治九年（1496年）正月赐名，[19]弘治十四年（1501年）四月按制度赐诰命冠服[20]
  - 庶三子朱表棫，弘治九年（1496年）正月赐名[19]
  - 庶四子朱表𣖵，弘治十二年（1499年）正月赐名
  - 庶五子朱表櫃，弘治十二年（1499年）正月赐名[21]
  - 庶六子朱表棪，弘治十七年（1504年）二月赐名[22]
- 第七子镇国将军朱奇漶，成化二十三年（1487年）十月赐名，[23]弘治六年（1493年）四月按制度赐诰命冠服[24]